# Katie Hoff
Katherine Elise "Katie" Hoff (Abingdon (Maryland), 3 de junho de 1989) é uma ex-nadadora norte-americana, ganhadora de três medalhas em Jogos Olímpicos.
Foi recordista mundial dos 400 metros medley entre 2007 e 2008.